# Peso cubano
El peso cubano es la moneda de curso legal de la República de Cuba, utilizada por la mayoría de la población del país. Desde el Periodo Especial, como parte de la recuperación del país tuvo una circulación a la par con el peso libremente convertible, pero este dejo de circular en 2021. Actualmente esta moneda circula junto con el MLC (moneda digital de curso legal), el dólar estadounidense y el euro. Aunque estos últimos son usados en el pago de servicio de ciertos comercios tanto privado como estatales

## Circulación
El peso cubano se divide en cien unidades denominadas centavos.
Existía también el peso cubano convertible (que era el mayormente aceptado en el pago de obligaciones), pero a partir del 1 de enero de 2021 dejó de existir como moneda de curso legal. El «peso convertible» aún tiene valor legal, pero no es aceptado en el pago de productos y servicios.
En 2002 la tasa de cambio era de 21 pesos cubanos por peso cubano convertible. Posteriormente se devaluó hasta alcanzar un máximo de 26 pesos cubanos por peso cubano convertible. El peso cubano no es totalmente aceptado para adquirir cierto tipo de productos en la isla o en determinados comercios a diferencia del peso convertible, que tiene una tasa similar al dólar estadounidense.
En 2024, un dólar estadounidense equivale a 125 pesos cubanos y un euro a unos 126 186 según la página del Banco Central de Cuba. La paridad del peso cubano se definió en abril de 2005, cuando el presidente de Cuba anunció varias medidas de reajuste económico, entre ellas la devaluación del peso cubano respecto al peso convertible llevando la tasa de cambio a 25 pesos cubanos por peso convertible. Por su parte, el peso cubano convertible fijó su paridad contra el dólar estadounidense en marzo de 2011 en una tasa de cambio 1:1, más un impuesto al cambio del 10 %. Así mismo, la comisión bancaria retiene un 2 %. En suma, por cada dólar cambiado se pierde el 12 % de su valor.

## Unificación con el peso convertible
El 10 de diciembre de 2020, se anunció que el "Día Cero" de la unificación monetaria ocurriría el 1 de enero de 2021, con un tipo de cambio oficial único de 24 CUP/USD aplicable tanto a empresas estatales como a particulares, y con el «peso cubano convertible» a ser retirado y canjeado a razón de 24 CUP/CUC hasta finales de 2021.
Aunque técnicamente se describió como una devaluación del 1 CUP/USD oficial utilizado en los libros de negocios del Gobierno y del Estado, para el público se vio como empresas estatales simplemente poniéndose al día con la realidad de 24 CUP/USD que siempre había existido en el sector privado.

## Inflación
A lo largo de 2021 se hizo difícil o imposible para particulares y empresas cambiar CUP por divisas al tipo de cambio oficial de 24 CUP/USD. La demanda de divisas impulsó un mercado negro en el cambio de divisas, con 1 USD valiendo alrededor de 115 CUP en mayo de 2022.

## Denominaciones
Existen billetes por valor de: 1, 3, 5, 10, 20, 50, 100, 200, 500 y 1000 pesos.
Las monedas existen por valor de 1, 2, 5 y 20 centavos y por 1, 3 y 5 pesos.

### Billetes
| Imagen | Colorado | Dimensiones | Color                                                                   | Descripción                                                                   | Descripción | Fecha de emisión | Primera emisión | Marcas de seguridad                  |
| Imagen | Colorado | Valor       | Color                                                                   | Anverso                                                                       | Reverso | Fecha de emisión | Primera emisión | Marcas de seguridad                  |
| ------ | -------- | ----------- | ----------------------------------------------------------------------- | ----------------------------------------------------------------------------- | --- | ---------------- | --------------- | ------------------------------------ |
| N/D    | $1       | 150 × 70 mm | Verde claro y varios tonos de amarillo en las microtramas               | Retrato de José Martí, microimpresión letras BCC, Año de emisión.             | Leyenda "Entrada a La Habana, 8 de enero de 1959", imagen de la entrada en La Habana de Fidel Castro (1959)                                             | N/D              | N/D             | Celia Sánchez Manduley               |
| N/D    | $3       | 150 × 70 mm | Rojo, amarillo y varios tonos de verde y amarillo en las microtramas    | Retrato de Che Guevara, microimpresión letras BCC, Año de emisión.            | Leyenda "Che, predecesor del trabajo voluntario", imagen de Che Guevara en los campos de caña como cortador (1961)                                      | 2004             | 2004            | Celia Sánchez Manduley               |
| N/D    | $5       | 150 × 70 mm | Verde oscuro, verde claro y varios tonos de amarillo en las microtramas | Retrato de Antonio Maceo, microimpresión letras BCC, Año de emisión.          | Leyenda "Cuba será un eterno Baraguá", imagen de la reunión entre Antonio Maceo y el general español A. Martínez Campos en los Mangos de Baraguá (1878) | 2011             | 1997 - 2013     | Celia Sánchez Manduley               |
| N/D    | $10      | 150 × 70 mm | Sepia, café, tonos de amarillo y verde en las microtramas               | Retrato de Máximo Gómez, microimpresión letras BCC, Año de emisión.           | Leyenda "Guerra de todo el pueblo", Imagen en la Plaza central de La Habana con miles de brazos empuñando fusiles AK-47 y banderas cubanas              | 2008             | 1997 - 2011     | Celia Sánchez Manduley               |
| N/D    | $20      | 150 × 70 mm | Azul oscuro, celeste y tonos de magenta/rojo                            | Retrato de Camilo Cienfuegos, microimpresión letras BCC, Año de emisión.      | Leyenda "Desarrollo agrícola", Cosecha de bananos, Caña de azúcar.                                                                                      | 1997 - 2013      | 2002            | Camilo Cienfuegos Gorriarán          |
| N/D    | $50      | 150 × 70 mm | Púrpura, tonos de verde y amarillo brillante en el valor facial         | Retrato de Calixto García Íñiguez, microimpresión letras BCC, Año de emisión. | Leyenda e imagen del "Centro de Ingeniería Genética y Biotecnología" en La Habana.                                                                      | 1997 - 2013      | 2001            | Calixto García Íñiguez               |
| N/D    | $100     | 150 × 70 mm | Vinotinto, tonos de rojo, verde y amarillo brillante en el valor facial | Retrato de Carlos Manuel de Céspedes                                          | Leyenda e imagen de la "Tribuna Anti-imperialista José Martí" en La Habana.                                                                             | 1997 - 2013      | 2000            | Carlos M. de Céspedes y del Castillo |
| N/D    | $200     | 150 × 70 mm | Anaranjado                                                              | Retrato de Frank País                                                         | Ciudad Escolar 26 de julio | 2010             | 2010            | Frank País García                    |
| N/D    | $500     | 150 × 70 mm | Verde                                                                   | Retrato de Ignacio Agramonte                                                  | Asamblea Constituyente de Guáimaro (1869) | 2010             | 2010            | Ignacio Agramonte y Loynaz           |
| N/D    | $1000    | 150 × 70 mm | Marrón                                                                  | Retrato de Julio Antonio Mella                                                | Universidad de La Habana | 2010             | 2010            | Julio Antonio Mella                  |

### Billetes conmemomativos
| Imagen | Colorado                                                         | Dimensiones | Color                                                                   | Descripción                                                              | Descripción                                                                 | Fecha de emisión | Primera emisión | Marcas de seguridad    |
| Imagen | Colorado                                                         | Valor       | Color                                                                   | Anverso                                                                  | Reverso                                                                     | Fecha de emisión | Primera emisión | Marcas de seguridad    |
| ------ | ---------------------------------------------------------------- | ----------- | ----------------------------------------------------------------------- | ------------------------------------------------------------------------ | --------------------------------------------------------------------------- | ---------------- | --------------- | ---------------------- |
| N/D    | $1 (150 aniversario del natalicio de José Martí)                 | 150 × 70 mm | Verde claro y varios tonos de amarillo en las microtramas               | Retrato de José Martí, microimpresión letras BCC, Año de emisión.        | Casa natal de José Martí                                                    | 2003             | 2003            | Celia Sánchez Manduley |
| N/D    | $20 (50 aniversario del Moncada)                                 | 150 × 70 mm | Azul oscuro, celeste y tonos de magenta/rojo                            | Retrato de Camilo Cienfuegos, microimpresión letras BCC, Año de emisión. | Asalto al cuartel Moncada                                                   | 2003             | 2003            | Celia Sánchez Manduley |
| N/D    | $100 (50 aniversario del Banco Central de Cuba)                  | 150 × 70 mm | Vinotinto, tonos de rojo, verde y amarillo brillante en el valor facial | Retrato de Carlos Manuel de Céspedes                                     | Leyenda e imagen de la "Tribuna Anti-imperialista José Martí" en La Habana. | 2000             | 2000            | Celia Sánchez Manduley |
| N/D    | $500 (500 aniversario de la fundación de la ciudad de La Habana) | 150 × 70 mm | Verde                                                                   | Retrato de Ignacio Agramonte                                             | El Templete (1828), sitio fundacional de La Habana (1519)                   | 2019             | 2019            | Celia Sánchez Manduley |